# Mimoclystia tepescens
Mimoclystia tepescens är en fjärilsart som beskrevs av Louis Beethoven Prout 1922. Mimoclystia tepescens ingår i släktet Mimoclystia och familjen mätare. Inga underarter finns listade i Catalogue of Life.